# Gabriella Degli Esposti
Gabriella Degli Esposti (Calcara di Crespellano, 1º agosto 1912 – San Cesario sul Panaro, 17 dicembre 1944) è stata un'antifascista e partigiana italiana, nome di battaglia Balella, Medaglia d'oro al valor militare alla memoria.

## Biografia
Originaria di una famiglia socialista, si trasferì a Castelfranco Emilia il 15 giugno 1931. Dopo l'8 settembre 1943 Gabriella, assieme al marito Bruno Reverberi, mastro casaro comunista, trasformò la propria casa in una base della Quarta Zona della Resistenza modenese, di cui divenne coordinatrice. Nonostante fosse madre di due bambine piccole e fosse in attesa di un terzo figlio, partecipò ad azioni di sabotaggio e si impegnò anche nell'organizzazione dei primi Gruppi di difesa della donna (GDD).
Fu proprio grazie all'opera di convincimento dei Gruppi di difesa della donna che, nel luglio 1944, centinaia di donne scesero in piazza a Castelfranco Emilia per protestare contro la scarsità di alimenti e per manifestare contro la guerra.
Il 13 dicembre 1944, a seguito di un rastrellamento dei tedeschi, Gabriella Degli Esposti fu catturata da un gruppo di SS comandato dall'Obersturmführer (tenente) Hans Schiffmann; benché incinta, fu prima picchiata e poi minacciata di morte affinché rivelasse dove si trovava il marito e infine fu portata via. Il giorno successivo un gruppo di SS, in paese e nelle campagne circostanti Castelfranco Emilia, arrestò circa settanta persone: i fermati identificati come antifascisti furono trasferiti nei locali dell'Ammasso canapa, lungo via Loda, e sottoposti a interrogatori e torture, tanto che le loro urla strazianti vennero udite da molti abitanti del vicinato, che furono costretti a chiudere le finestre di casa anche durante il giorno per non sentirle più.
Il 17 dicembre, Gabriella Degli Esposti e nove suoi compagni di prigionia furono trasportati sul greto del fiume Panaro a San Cesario e fucilati.
Prima di essere uccisa, nonostante fosse incinta, Gabriella fu barbaramente seviziata: il suo cadavere viene ritrovato senza occhi, con il ventre squarciato, la testa rasata e i seni tagliati.
La barbara uccisione di Gabriella indusse molte donne della zona a unirsi ai partigiani: così si costituì il distaccamento femminile Gabriella Degli Esposti, forse l'unica formazione partigiana formata esclusivamente da donne.

## La memoria
Vari Comuni italiani (Roma nel 1973, per esempio) hanno intitolato una via a Gabriella Degli Esposti.
Il 22 aprile 2006, nel luogo dell'esecuzione è stato eretto un monumento alla sua memoria e a quella dei partigiani morti con lei.
Nel 2016, la figlia Savina Reverberi Catellani ha pubblicato il libro Gabriella Degli Esposti, mia madre – storia di una famiglia nella tragedia della guerra (Edizioni Artestampa). 
Da questo testo, nell'aprile 2021 è stato tratto libro a fumetti “Donna, moglie, madre partigiana”, 120 pagine di disegni a colori (di Gianni Carino) più alcuni contributi scritti: un volume pensato soprattutto per i ragazzi e le scuole, curato da Carpicomix con il patrocinio della Regione Emilia-Romagna, dei comuni dove “Balella” ha vissuto o operato, e il contributo economico di Fondazioni e associazioni locali.